# タイムパトロール
タイムパトロールとは、
1. ポール・アンダースンのタイムトラベルを主題としたSF小説『タイム・パトロール』のこと。
2. 1.に由来する、タイムトラベルによるタイムパラドックスや歴史改変を防ぐ作中の団体の総称のこと。以下詳説する。

タイムパトロール（英語: time patrol）は、「時間犯罪」を摘発することを目的とした警察的組織。
タイムマシン（あるいはそれに類する装置）が実現し過去に遡ることができると、それに伴い、タイムマシンが存在しなければ不可能な事象が発生する。その中には、「犯罪」とされるものや、時間の流れを乱すおそれがあること含まれるものと想定される。
たとえば、以下のようなものである。
歴史改変
歴史的事件に手を加えることで歴史が変わってしまうというもの。たとえば「要人の暗殺」「天変地異の予告による被害の阻止」など。もともと想定された未来は招来されなくなる可能性があり、改変することが時間犯罪とされる場合がある。作品によっては、本来あるべき歴史が変わってしまった場合にはそれを修正するための外力が加わるという設定がされている場合もある（例:「戦国自衛隊」）。また、未来から過去への干渉の結果として本来あるべき歴史が出現するという作品もある。
不正な商行為
たとえば株取引や競馬をはじめとするギャンブル。結果を知っている者が参加することで、それらは致命的な打撃を受ける可能性が高い。タイムトラベルを利用しての経済取引はタイムマシンを悪用した犯罪であるとされる場合がある。
タイムパラドックス
親殺しなどのタイムパラドックスを引き起こしかねない事象。時間の流れを乱す犯罪とされる場合がある。
タイムパトロールは、こういった「時間犯罪」を防ぐための組織としてフィクションの中に登場する。
タイムマシンが実際に実用化された場合にどのような付帯的事象が引き起こされるかは、現時点ではわかっていない。また、引き起こされる事象の様態やプロセスについても幾多の仮説が提示されている（この仮説解明などは、タイムトラベルもののひとつのテーマともなっている）。
しかし、フィクションの中にタイムパトロールが登場する際には、「すでになんらかの具体的な困りごとが発生しており（仮説の解明などはすでに済んでおり）、その対策としてタイムパトロールが設置される」という流れになっていることが多いという特徴を持つ。
また、「何をもって『時間犯罪』と理解するのか」といった倫理的側面などが強く打ち出されるといった展開もある（たとえば「天変地異の予告による被害の阻止」の位置づけなど。それらを人道的善行と受け止める立場もあれば時間犯罪と受け止める立場もある）。
アイザック・アシモフの作品『永遠の終り』には、逆に人類を不幸に陥れないことを目的に、積極的に歴史改変を行う組織「永遠（エターニティ）」が登場する。